# Andreev-Reflexion
Die Andreev-Reflexion ist eine Form der Streuung von Quasiteilchen an Grenzfläche zwischen einem Supraleiter und einem nicht supraleitenden Material. Die Andreev-Reflexion wurde nach dem sowjetischen Physiker Alexander F. Andrejew benannt, der 1964 dieses physikalische Phänomen voraussagte.

## Prinzip

Prinzip der Andreev-Reflexion von Elektronen an der Grenzfläche von einem Normalleiter (N) zu einem Supraleiter (S)

Die Andreev-Reflexion ist ein physikalisches Phänomen der Umwandlung der verlustbehafteten Energieweiterleitung in eine verlustfreie Supraleitung an der Grenzfläche zwischen einem Normalleiter und einem Supraleiter. Angeregte Elektronen mit einer Energie leicht oberhalb des sogenannten Fermi-Niveaus (E + Δ) werden in Form eines Elektronenlochs mit einer Energie leicht unterhalb des Fermi-Niveaus (E - Δ) reflektiert. Zugleich wird als Ladungsausgleich ein Cooper-Paar, ein paarweiser Zusammenschluss zweier Elektronen zu einer Einheit, im Supraleiter induziert. Das reflektierte Elektronenloch, welches entlang der ursprünglichen Elektronenbahn zurückläuft, trägt einen dem aufgetroffenen Elektron entgegengesetzten Spin. Die Wellenfunktion des reflektierten Lochs ist der des eintreffenden Elektrons phasenverschoben. 
Der oben beschriebene Vorgang ist zudem reversibel mit der Folge, dass auch eine Energieübertragung aus dem Supraleiter unter Reflexion eines Elektrons aus einem Elektronenloch stattfinden kann.